# Forstbotanischer Garten Köln

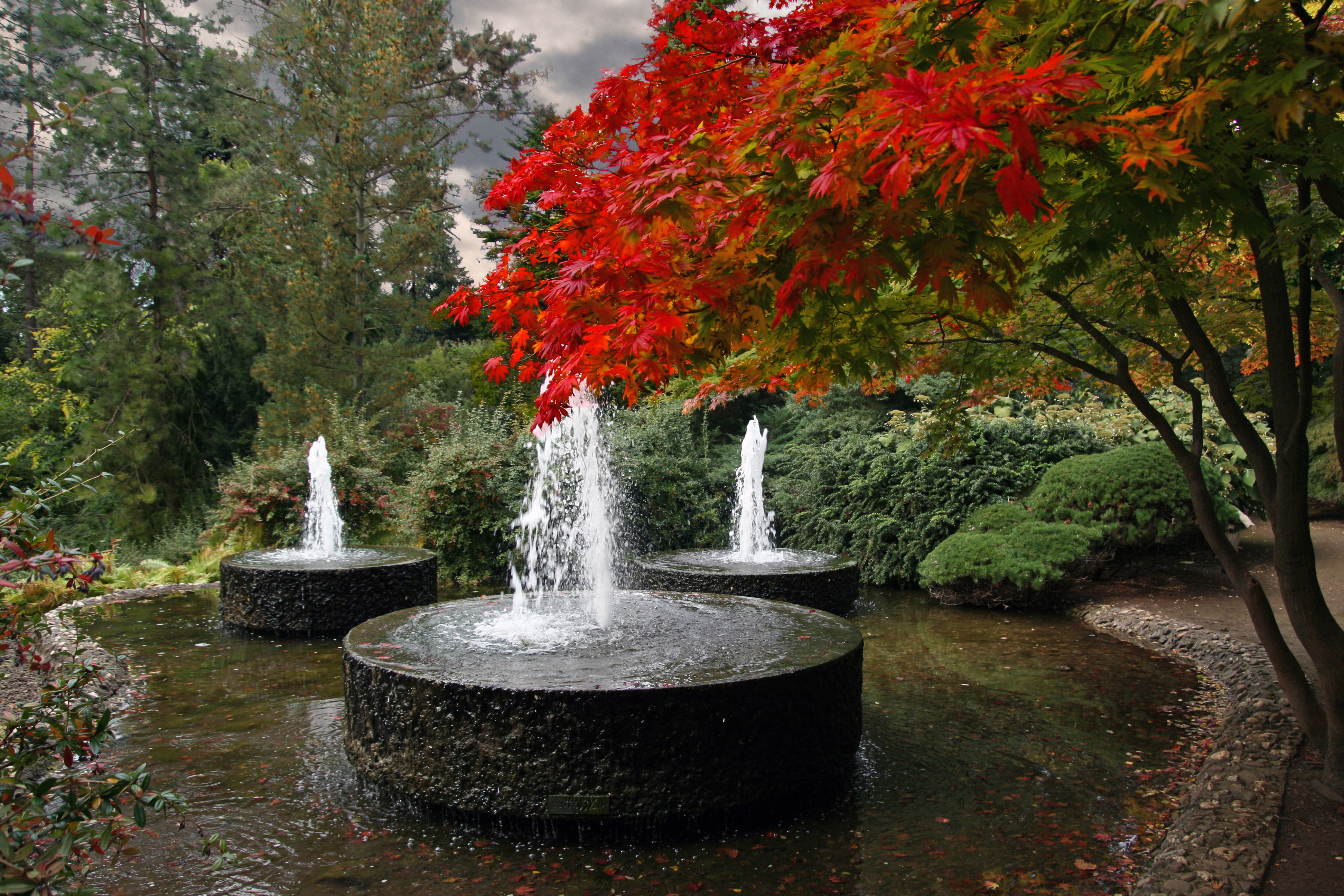
Wasserspiel unter Fächer-Ahorn im Zentrum der Anlage

Der Forstbotanische Garten Köln ist ein botanischer Garten im Süden der Stadt Köln. Er gehört zum Kölner Stadtteil Rodenkirchen.

## Lage und Umgebung
Der Forstbotanische Garten liegt im Südostwinkel des Autobahnkreuzes Köln-Süd und ist Teil des äußeren Kölner Grüngürtels. Der mit einem Maschendrahtzaun geschützte eigentliche botanische Garten und das unmittelbar mit ihm verbundene Waldgebiet einschließlich des Naherholungsparks Friedenswald bilden eine annähernd fünfeckige, insgesamt etwa 90 Hektar große zusammenhängende Grünanlage, die räumlich begrenzt wird durch die parallel zum Autobahnring verlaufende Friedrich-Ebert-Straße (L 92) mit auf der Autobahnseite anschließendem Golfplatzgelände im Nordwesten, die Bonner Landstraße (L 166) im äußersten Westen, die Straße Am Neuen Forst im Stadtteil Hahnwald im Süden, den Schillingsrotter Weg und das Gelände des Marienburger Sport-Clubs im Osten und die Straße Zum Forstbotanischen Garten (Verlängerung Industriestraße, L 300) im Nordosten, die den Wald gegenüber den angrenzenden Kleingartenanlagen und dem Innenbereich des Stadtteils Rodenkirchen abgrenzt. Hier am Ostende des Parks befindet sich auch der zentrale Parkplatz des Forstbotanischen Gartens.

## Vorgeschichte
Das Gelände gehörte bis zum Ersten Weltkrieg zum äußeren Festungsring Köln. Einer der Kerngedanken eines vom Kölner Oberbürgermeister Konrad Adenauer in der Zwischenkriegszeit formulierten Thesenpapiers war, dass Köln „nach den furchtbaren Kriegsjahren zu einem zweiten tiefen Atemholen ansetzen und sein Gebiet bis an die natürliche Grenzen seines Lebensraumes ausdehnen“ solle, „um zur vollen Entfaltung seiner Kräfte zu gelangen“. Voraussetzung sei „die verwaltungsmäßige Eingliederung der Randgebiete in das Kölner Stadtgebiet“.
Nach den für Köln noch furchbareren Kriegsjahren des Zweiten Weltkriegs legte der Architekt Wilhelm Riphahn am 14. Juli 1945 seine „Grundgedanken zur Neugestaltung von Köln“ vor. Riphahn vertrat die Ansicht, dass die „hierdurch erforderlich werdenden Eingemeindungsfragen (…) im Rahmen der politischen und wirtschaftlichen Neugestaltung leichter denn je gelöst werden“ können. Auch seien die auf der linken Rheinseite liegenden Ortschaften Rodenkirchen und Sürth „schon seit Jahren eingemeindungsreif“. Aber erst 30 Jahre später wurden diese Pläne im Zuge der letzten Gemeindereform zum 1. Januar 1975 Wirklichkeit.
Mitte der 1950er Jahre wurden die Ideen Adenauers und die daraus entstandenen Planungen Fritz Schumachers (1920 bis 1923) hinsichtlich eines die Stadt weitläufig umgebenden Grünzuges neu belebt. 1955 wurde Hans Berge als Stadtdirektor auch Dezernent des Kölner Liegenschaftsamtes. Berge erkannte und befürchtete, dass in Anbetracht des Wiederaufbaues, speziell durch das Anwachsen von Industrieansiedlungen, die brachliegenden oder noch landwirtschaftlich genutzten Flächen der Bevölkerung als naturnahes Naherholungsgebiet verloren gehen könnten. Er forderte unermüdlich die Gremien für Stadtplanung und Städtebau auf, in die örtlichen Gegebenheiten des Landschaftsbildes nicht einzugreifen, sondern die Natur zu bewahren. Berge selbst nutzte die ihm durch sein Amt gegebenen Möglichkeiten, Einfluss auf die Grüngestaltung in der Kölner Nachkriegszeit auszuüben, indem er das untergeordnete Grünflächenamt anwies, auch im Bereich des Äußeren Grüngürtels Pachtverträge auslaufen zu lassen oder zu kündigen, beziehungsweise freie Geländeflächen nicht mehr in Pacht zu vergeben. Als leidenschaftlicher Naturliebhaber und als Mitglied der Deutschen und Internationalen Dendrologischen Gesellschaft setzte er sich auch in dieser Funktion dafür ein, der Natur Freiräume zu belassen.
Die Forstverwaltung, mit einem zu betreuenden Gebiet von insgesamt 616,7 ha städtischem Wald, war eine Abteilung des Liegenschaftsamtes. Sie unterstand dem in Dünnwald, seinen Dienst versehenden Oberförster Clemens Scheideler.
Um den gewachsenen Aufgaben der Forstverwaltung gerecht werden zu können, richtete man zusätzliche Dienststellen ein. Scheideler, der bis 1960 schon 234 ha Aufforstungen vorgenommen sowie den Wildpark Dünnwald angelegt hatte, war zunehmend überfordert. Daher wurden 1961 der Förster Wilhelm Mense und 1962 der Forstassessor Herbert Aden eingestellt und die Zuständigkeiten neu verteilt. Seit dem Frühjahr 1962 war Herbert Aden als Leiter der Forstverwaltung eingesetzt.

## Realisierung der heutigen Anlage
Berge und Aden mit ihrer Vorstellung, der Bevölkerung im wenig bewaldeten Süden der Stadt ein parkartiges Naherholungsgebiet zu schaffen, konnten mit dem Bau des Forstbotanischen Gartens im Herbst 1962 beginnen. Dieser sollte zu einem Gartenareal werden, welches Fachleuten der Botanik aber auch Laien und Gartenfreunden eine große Artenvielfalt bieten sollte.
Realisiert wurde der Park unter der Regie der damals noch selbstständigen Großgemeinde Rodenkirchen (mit Rondorf, Sürth, Hahnwald und weiteren Ortsteilen) im Landkreis Köln. Die finanzielle Lage der eigenständigen Gemeinden des Landkreises war oftmals auf Grund eines hohen Gewerbesteueraufkommens durch die hier ansässigen Industrie- und Gewerbeunternehmen sehr gut. So ist auch die ungewöhnlich hohe Artenvielfalt im Forstbotanischen Garten zu erklären, die nur mit großem finanziellem Aufwand erzielt werden konnte. Der Garten wurde im Jahre 1964 für die Kölner Stadtbevölkerung eröffnet.

### Die Kernanlage
Seitdem bietet die Gartenanlage in Köln-Rodenkirchen neben der Kölner Flora Naturerlebnisse für Kölner und auswärtige Besucher zu jeder Jahreszeit, in dem sie neben vielfältigen heimischen Gartengewächsen vor allem fremdländischer Bäume präsentiert. Die ca. 25 Hektar große, umzäunte Kernanlage des Gartens mit ihren über 3000 verschiedenen Gehölzarten ist tagsüber kostenlos für Besucher geöffnet; nachts werden die Tore geschlossen. Nicht einbezogen (wie in einem mustergültigen Arboretum) ist eine Darstellung des Unterholzbewuchses nach verschiedenen Boden- und Waldtypen.

Wie im nachfolgenden Text, nur eine kleine Auswahl der Artenvielfalt
Ausschnitt
Blütenstand
Blütenstand, am Stamm
Azaleenmeer

Die Anlage bietet die „Rhododendron- (Ericaceae) Schlucht“, einen Heidegarten, Pfingstrosen (Paeonia) sowie japanische Zierkirschen - und mannigfachen Azaleenarten wie Azalea pontica. Mit prächtiger Färbung des Fächer-Ahorn (Acer palmatum) und der Kuchenbäume (Cercidiphyllum) wartet der Herbst auf. Auch Bambus (Bambusoideae) ist vertreten. Auf einer 1,5 Hektar großen Waldfläche verteilt kann man nordamerikanische Bäume wie den Riesenmammutbaum (Sequoiadendron giganteum), die Gelbkiefer (Pinus ponderosa) und die Kolorado-Tanne (Abies concolor) entdecken. Im Zentrum der Anlage, am Seerosenbecken mit Wasserspielen, befindet sich ein pilzförmig gestalteter Unterstand als Treffpunkt und zum Wetterschutz. Verschiedene Themengärten wie zum Beispiel der Japanische Garten stellen einzelne Vegetationsregionen im Kontext vor.

### Einbeziehung von Festungsresten
Heute erinnert noch die Rhododendron-Schlucht an die Position des früher dort gelegenen „Infanterie-Stützpunktes Hermannshof“, ein Teil des Festungsrings, der nach dem Ersten Weltkrieg gesprengt wurde. Die Trümmerstücke des 1907 erbauten Verteidigungswerkes sind als sogenannter Felsengarten mit in die gärtnerische Gestaltung einbezogen worden. Die Schlucht entspricht der damaligen Kehlfront, während der Fußweg dem Verlauf der ehemaligen Schützenstellungen folgt. Unter dem Forstbotanischen Garten liegen des Weiteren noch die gesprengten Reste der beiden „Grabenstreichen Hermannshof“ und der „Vorfeldstreiche Hermannshof“. Eine weitere, noch erkennbare Vorfeldstreiche liegt außerhalb des Forstbotanischen Gartens neben dem Fußweg nach Hochkirchen.
Im nahegelegenen Kölner Festungsmuseum sind eine Reihe Schautafeln mit Plänen, Rekonstruktionen und alten Fotografien zum ehemaligen Infanteriestützpunkt im heutigen Forstbotanischen Garten ausgestellt.

### Vorkommende giftige Arten
- Tollkirsche (Atropa belladonna)

Gemeiner Goldregen (Laburnum anagyroides)

Neben der schwarzfrüchtigen Tollkirsche gibt es auch eine seltene gelbfrüchtige Varietät (Atropa belladonna var. lutea), die blassgelbe Blüten hat. Die wissenschaftliche Benennung der Tollkirsche erfolgte nach der griechischen Göttin Atropos, die den Lebensfaden durchschneidet; Belladonna heißt »Schöne Frau«, da sich Frauen früher aus kosmetischen Gründen Tollkirschensaft in die Augen träufelten, um die Pupillen zu erweitern. Durch die Einnahme von Tollkirschen können Halluzinationen ausgelöst werden, entsprechend waren im Mittelalter Tollkirschen Bestandteil der Hexensalben.
- Gemeiner Goldregen (Laburnum anagyroides)

Der Goldregen gehört zu jenen Giftpflanzen, mit denen sich die Giftinformationszentralen am meisten beschäftigen müssen. Trotz vieler Schreckensnachrichten, die durch die Presse geistern, sind ernsthafte Vergiftungen aber eher die Ausnahme.

## Der Friedenswald

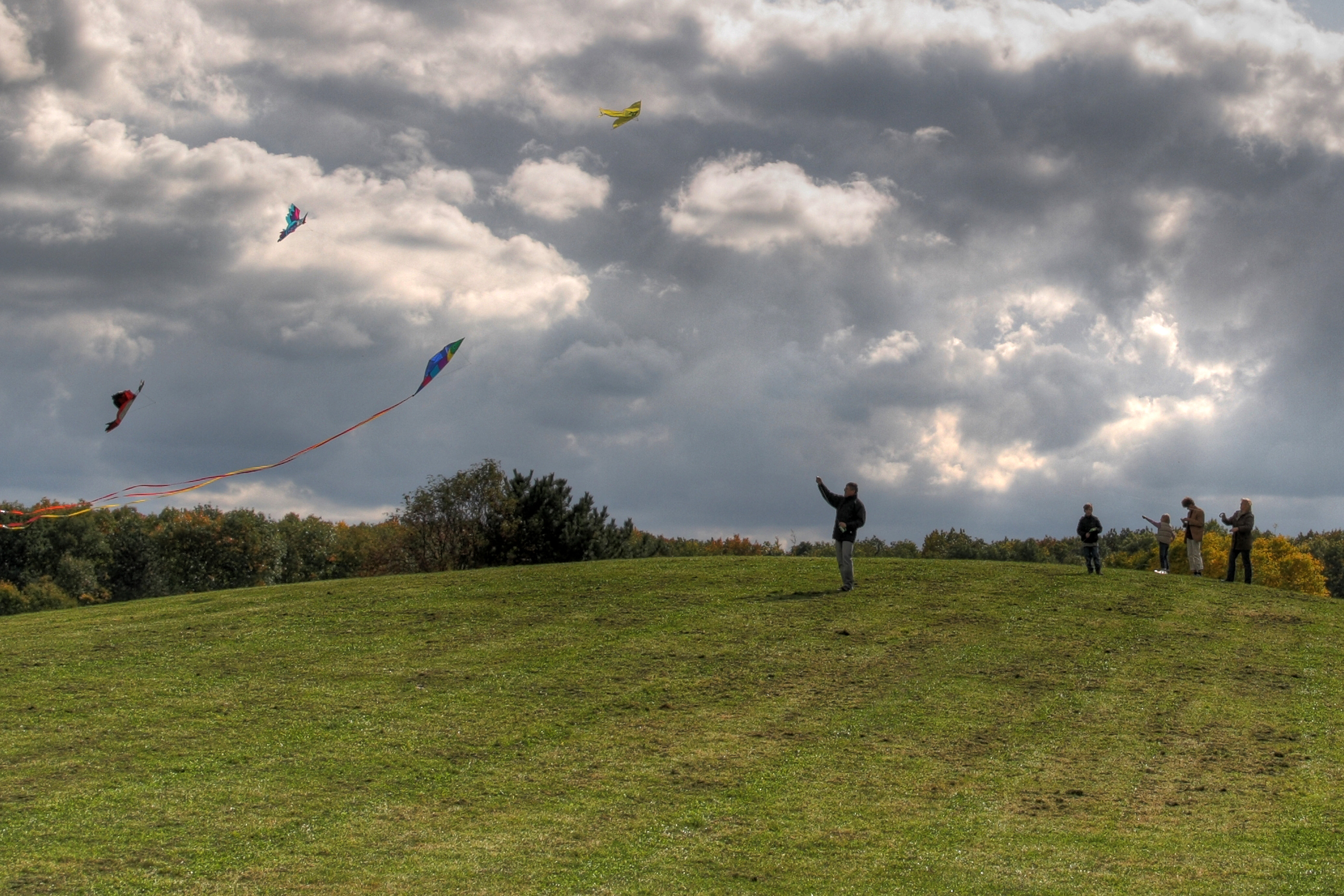
Herbstliches Drachensteigen am Friedenswald

Im Süden schließt sich der in den 1980er Jahren angelegte, 26 Hektar große Friedenswald an. Als Naherholungsgebiet konzipiert, besteht er aus einer sehr großen, waldumsäumten Wiesenfläche mit einem umlaufenden Rundweg und vielen kleinen Verbindungswegen kreuz und quer durch die Anlage. In der Mitte der Wiesenfreifläche befindet sich eine künstliche Sandmulde, die als Spielplatz für Kinder konzipiert und von einer hügelartigen Aufschüttung begrenzt ist, die im Winter auch als Rodelberg benutzt wird. Unter der in Jahrzehnten gewachsenen Grasnarbe befindet sich wie an anderen Stellen der Stadt (Herkulesberg etc.) der Kriegsschutt aus dem Zweiten Weltkrieg. Verteilt über die Parkfläche sind landestypische Bäume und Sträucher aus allen Staaten der Welt angepflanzt, zu denen die Bundesrepublik Deutschland damals diplomatische Beziehungen pflegte. Länder mit tropischer und subtropischer Vegetation, deren typische Arten in Köln nicht winterhart sind, werden durch symbolische Gehölze vertreten.

## Lehre und Forschung
Lehre und Forschung im Bereich Botanik und Gartenbau haben eine lange Tradition an Botanischen Gärten. Heute spielen die Gärten zusätzlich eine wichtige Rolle im Bereich Naturschutz und Umweltbildung.
- Eröffnungskonferenz „Lokale Agenda 21“ für Köln, Institut für Biologie und ihre Didaktik, Botanik (Auszug)

Die Möglichkeiten der Einbindung der außerschulischen Lernorte des Kölner Raums in die Biologielehrerausbildung und Umwelterziehung wurden in einem Projekt an der Erziehungswissenschaftlichen Fakultät (Uni Köln) geprüft (Bannwarth, Fischer). Probeweise ist es bereits zu einer Zusammenarbeit von Schule, Hochschule und außerschulischer Einrichtung im Rahmen der Schulpraktischen Übungen für Lehramtsstudenten des Faches Biologie mit dem Schulbiologischen Zentrum (Städtische Freiluft- und Gartenarbeitsschule) in Köln-Müngersdorf, mit der Grünen Schule Flora im Botanischen Garten, der Zooschule im Kölner Zoo und der Villa ÖKI (Großklärwerk Stammheim) gekommen.

## Information

### Verkehrsanbindung
- Mit Bus und Bahn:

Stadtbahn-Linie 16 oder 17, Haltestelle Rodenkirchen Bahnhof oder Siegstraße (bis zum Eingang Forstbotanischer Garten circa 800 Meter Fußweg)
Bus-Linie 131, Haltestelle Konrad-Adenauer Straße
Bus-Linie 135, Haltestelle Schillingsrotter Straße

### Öffnungszeiten
täglich, April–August: 9:00–20:00 Uhr
November–Februar: 9:00–16:00 Uhr
März, September, Oktober: 9:00–18:00 Uhr
- öffentliche Führungen: 1. Mittwoch und 3. Samstag im Monat

Der Eintritt in Garten und Friedenspark ist frei. Er ist für Rollstuhlfahrer geeignet.